# Wapen van Gent
Het wapen van Gent is het enige Belgische gemeentewapen dat een Hollandse tuin toont. Het huidige wapen werd op 25 september 1991 per Ministerieel Besluit aan de Oost-Vlaamse stad en gemeente Gent toegekend.

## Blazoenering
De blazoenering van het wapen van Gent luidt als volgt:
In sabel een leeuw van zilver, getongd van keel, geklauwd, gekroond en gehalsband van goud, de halsband voorzien van een kruisje van hetzelfde. Schildhouders: de zittende Maagd van Gent van natuurlijke kleur, de linkerarm rustend op de linkerschouder van een zittende leeuw van Gent, de banier van Vlaanderen tussen beiden. Het geheel geplaatst op een grasgrond omheind met een palissade met hekken van natuurlijke kleur. Wapenspreuk: TROUW EN LIEFDE in letters van zilver op een lint van sabel.
Het wapen is zwart van kleur met daarop een zilveren leeuw. De tong is roodkleurig. De nagels, kroon en halsband, waaraan een kruisje hangt, van de leeuw zijn van goud. Achter het schild afgebeeld een zittende stedenmaagd en een leeuw, beide in natuurlijke kleuren. Tussen de leeuw en de maagd op een stok de vlag van Vlaanderen. De twee zitten in een Hollandse tuin: een groene grasgrond met daaromheen een hekwerk. Onder de tuin op een zwart lint in zilveren letters het motto van de stad Gent.

## Geschiedenis
Waarschijnlijk is het wapen afkomstig van het wapen van de heren van Vlaanderen, zij gebruikten een wapen in tegengestelde kleuren, namelijk een gouden schild met een zwarte leeuw. Dat wapen komt terug in het wapen van Gent, waar het wordt vastgehouden door de stadsmaagd en de leeuw.
Het oudste bekende kleinzegel is van 1276 en toont een leeuw op een schild. Het grootzegel toonde Johannes de Doper met het Paaslam. In de volgende eeuwen wisselt de voorstelling, wel blijft de leeuw op het schild gelijk. Als schildhouders wisselen adelaars en vrouwfiguren elkaar af. Soms twee adelaars met een vrouw achter het schild, soms twee vrouwen met een adelaar achter het schild. 
In de daaropvolgende eeuwen werd het wapen niet veel gewijzigd, er kwam illegaal een kroon op en die werd ook weer verwijderd. In de jaren 1500 kwam het motto (Trouw en Liefde) bij het wapen. Het motto werd wisselend in het Nederlands of Latijn (Fides et Amor) gebruikt. Ten tijde van het Eerste Franse Keizerrijk was Gent een stad van de eerste klasse en kreeg dus een rood schildhoofd met daarin drie gouden bijen, een muurkroon met daarin een adelaar boven het schild en een lauwerkrans om het wapen heen. Enige nog resterende schildhouders van het oude wapen verdwenen, die mochten niet meer van de nieuwe wetten. Nadat het Verenigd Koninkrijk der Nederlanden onafhankelijk werd van het Keizerrijk kreeg Gent het oude wapen terug. Wel kwam er een vijfbladige kroon op het schild. De voormalige schildhouders werden niet aangevraagd, dus die kwamen niet terug. Het wapen bleef tot 1990 in ongewijzigde vorm in gebruik.
In de 16e eeuw zou er een sprekend wapen gebruikt worden: een zwart schild met daarop een zilveren handschoen. In het Frans is dat een gant. Bewijs voor dit wapen is er echter niet.
Het huidige wapen werd in 1990 aan de stad toegekend en toont voor het eerst de stedenmaagd van Gent. Deze maagd zou de stad beschermd hebben ten tijde van een oorlog tussen de graven van Vlaanderen en de stad Brugge. Om de maagd en haar leeuw heen staat een Hollandse tuin. Het wapen gaat terug op oude afbeeldingen (schilderijen, beelden, gevelstenen en boeken) waarop het op deze manier werd weergegeven. Het is voordien echter nooit op deze manier in gebruik geweest bij de stad. Eenmaal werd het wapen getoond met twee leeuwen als schildhouders, met de stedenmaagd met een leeuw op haar schoot. Meestal wordt zij naast het wapen afgebeeld, maar niet als schildhouder. Wordt zij als schildhouder afgebeeld, dan zit zij achter of naast het schild.

## Vergelijkbare wapens
De volgende wapens kunnen vergeleken worden met het wapen van Gent:

Het wapen van Geertruidenberg
Het wapen van Bronckhorst
Het wapen van Axel 1817-1970
Het wapen van Axel 1970-2003